# Chocianów
Chocianów este un oraș în Polonia.